# Alphonse Lavallée
Alphonse Lavallée (1 de julio de 1797–15 de mayo de 1873) fue un hombre de negocios francés, fundador de la École Centrale de París, una de las Grande Écoles de Francia.

## Semblanza

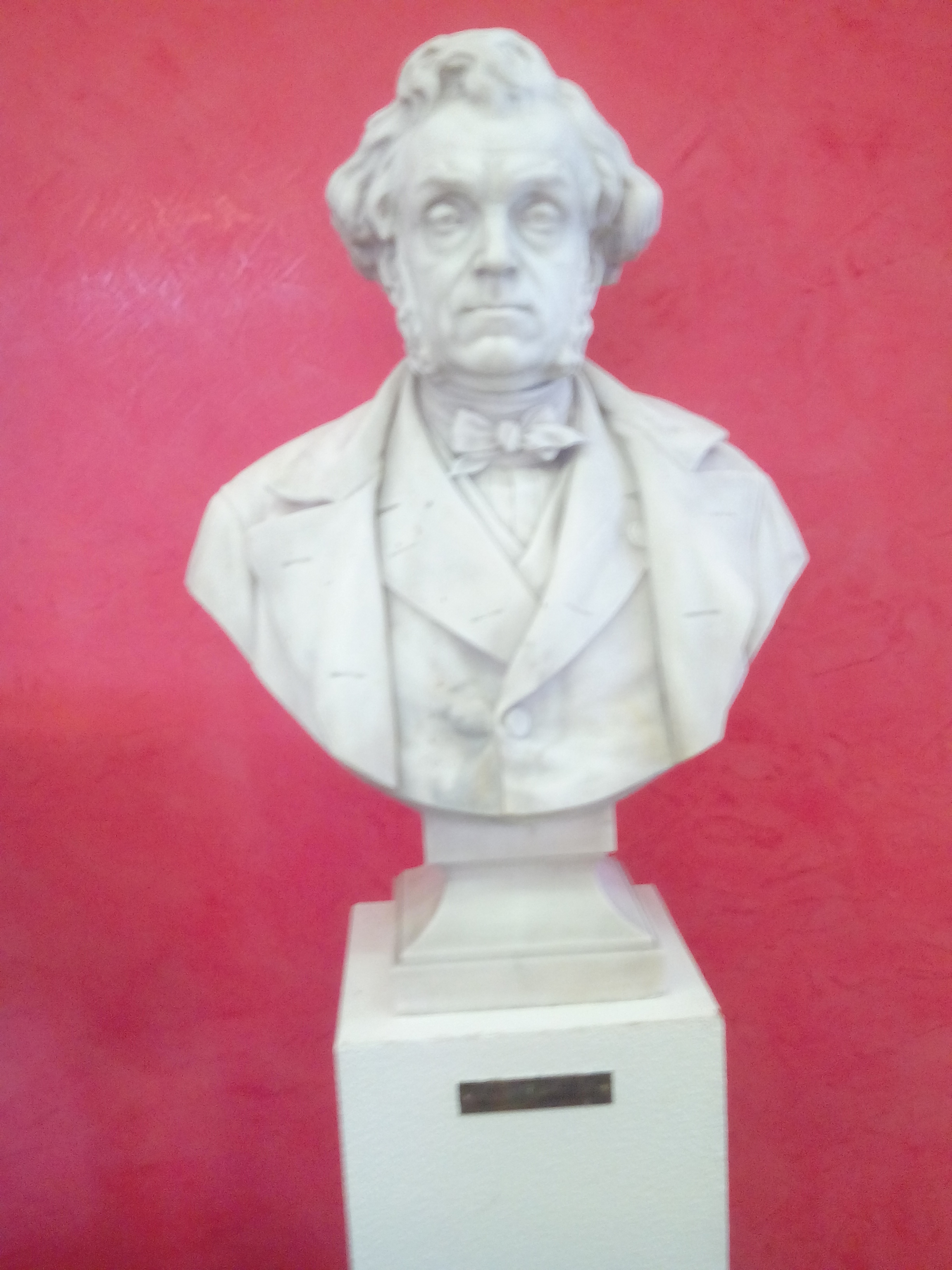
Busto de Alphonse Lavallée, en el edificio del mismo nombre, de l'École Centrale Paris.

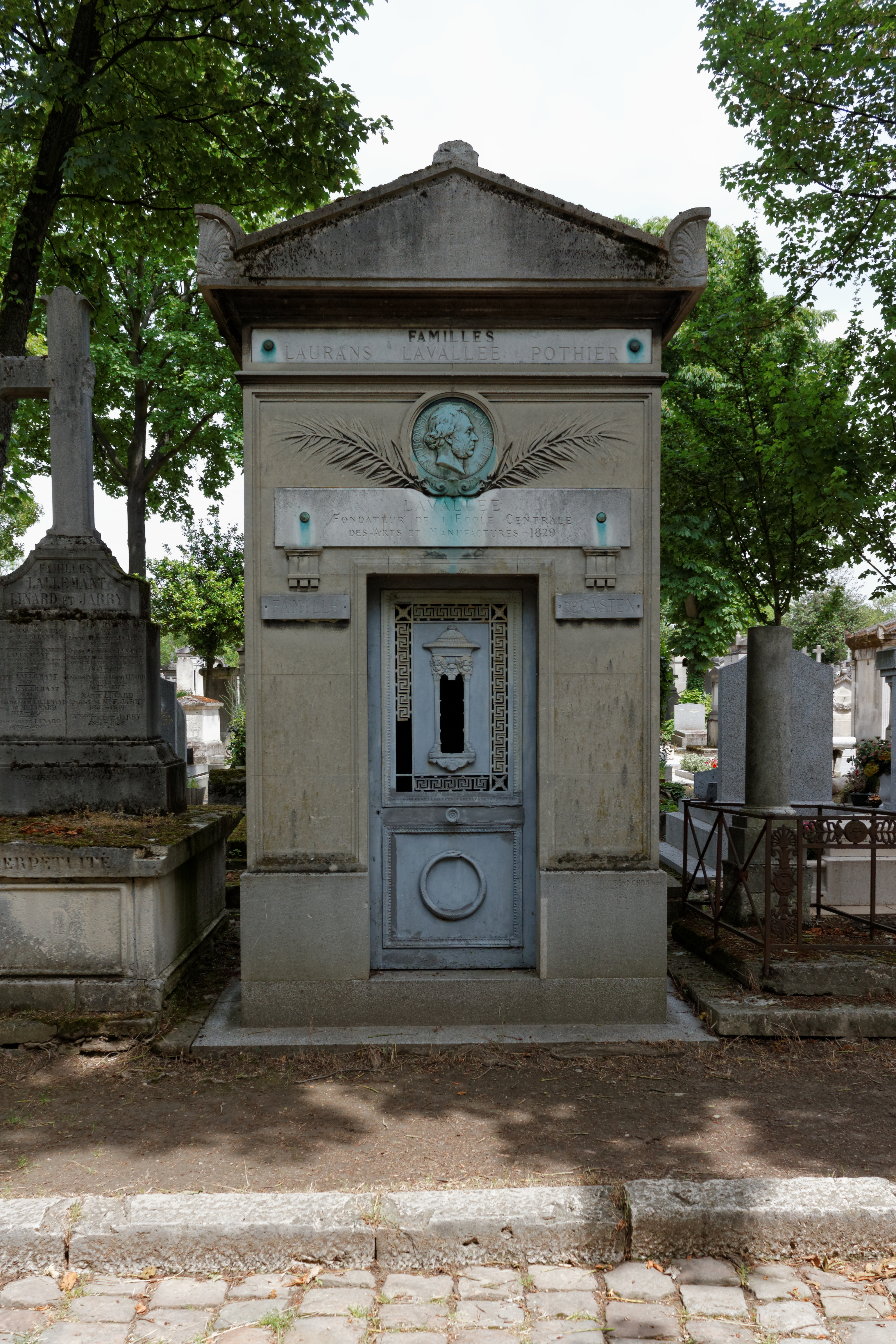
Tumba de Lavallée en cementerio del Père-Lachaise.

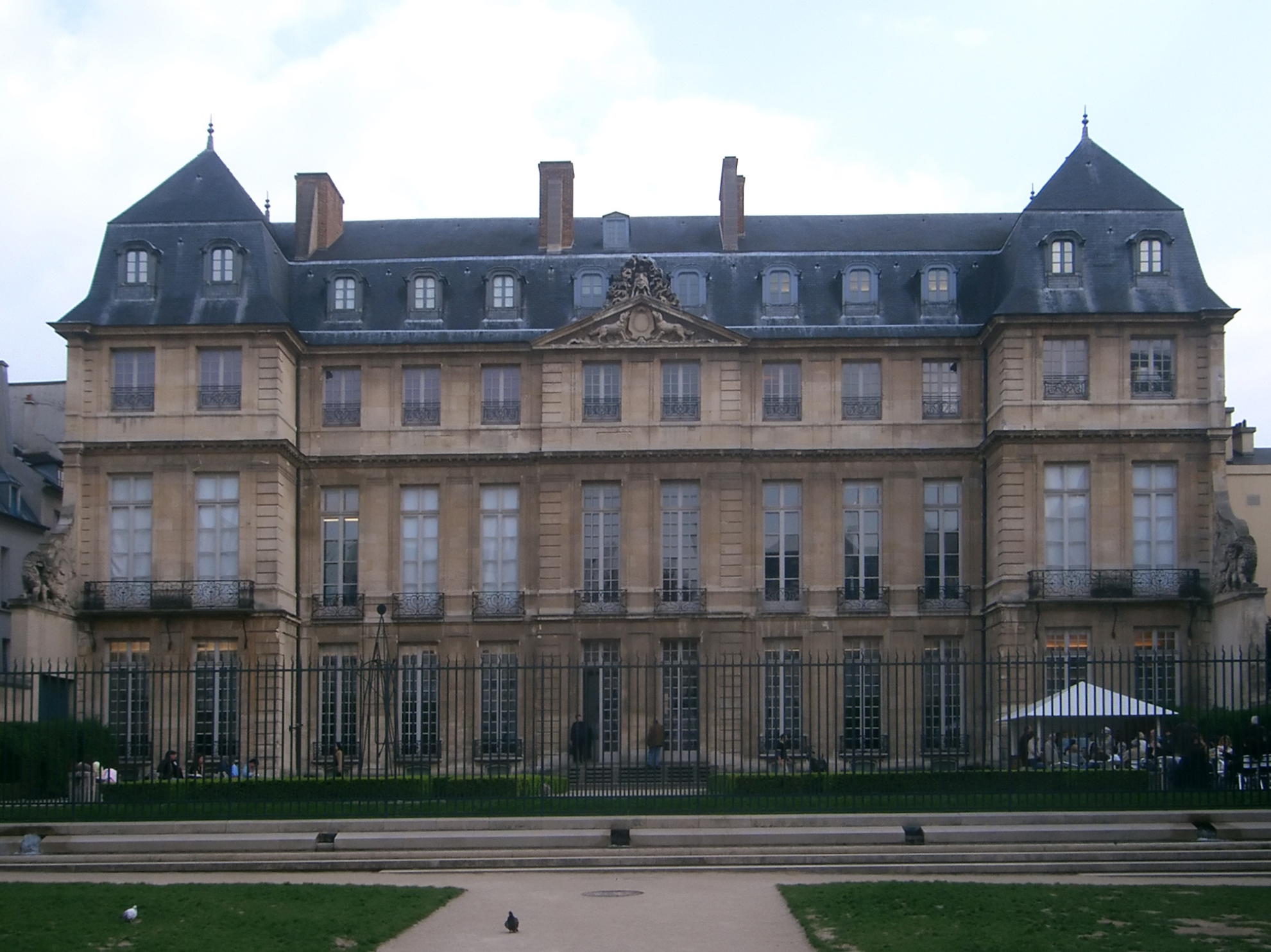
Hôtel Salé, primera sede de la École Centrale

Nació en Savigné-l'Évêque (región de Sarthe, Francia), llegando a ser un importante hombre de negocios en la región de Nantes. Cursó estudios de derecho en París, y a continuación intervino en la dirección de numerosas empresas (como la Compagnie du chemin de fer de Paris à Orléans).
Después de trasladarse a París en 1827 (donde se estableció con su esposa y su hija Amazilli de un año de edad), se convirtió en accionista del periódico Le Globe, diario de la oposición liberal y de inspiración sansimoniana. 
Al final de la década de 1820 decidió crear una nueva escuela de ingeniería pensada para el emergente sector industrial, en una época en la que todas las instituciones principales se dedicaban esencialmente a la formación de ingenieros para la administración pública.
En consecuencia, fundó en 1829 la École Centrale des Arts et Manufactures (también conocida como la École Centrale de París), con la ayuda de tres científicos: el químico Jean-Baptiste Dumas, el físico Jean Claude Eugène Péclet y el matemático Théodore Olivier. Puso el dinero necesario para establecer la escuela en París, siendo el primer presidente (directeur) de la institución. La ubicación inicial de la École fue el Hôtel de Juigné en el Marais (actualmente es el edificio del Musée Picasso).
Su hijo fundó un arboreto en el parque del Château de Segrez en Santo-Sulpice-de-Favières (Essonne), en su tiempo uno de los más grandes en Europa.
Murió en París y está enterrado en el Cementerio del Père Lachaise.

## Reconocimientos
- Era miembro de la Legión de Honor.